# 哈罗德·思罗克莫顿
哈罗德·思罗克莫顿（英語：Harold Throckmorton，1897年4月12日—1973年11月5日），生于新泽西州哈肯萨克，美国男子网球运动员。他曾搭档弗雷德·亚历山大获得1917年美国网球公开赛男子双打冠军。